# Our Sunshine
Our Sunshine er en roman fra 1991, baseret på Ned Kellys liv, en australsk bushman, der levede i det 19. århundrede hvis udrettelser af mange synes som heroisk oprør mod briterne i Australien. Bogen blev skrevet af Robert Drewe og basis for filmatiseringen Ned Kelly fra 2003, med Heath Ledger i rollen som Kelly.

## Første udgave
- Chippendale, Sydney, NSW : Pan Macmillan Publishers, 1991; ISBN 0-330-27326-4 (hardbound), ISBN 0-330-27247-0 (paperback)

| Bog | Spire Denne artikel om bøger og tidsskrifter er en spire som bør udbygges. Du er velkommen til at hjælpe Wikipedia ved at udvide den. |